# Biton fallax
Espèce
Synonymes
- Daesia fallax Borelli, 1925

Biton fallax est une espèce de solifuges de la famille des Daesiidae.

## Distribution
Cette espèce est endémique de Libye.

## Publication originale
- Borelli, 1925 : Missione zoologica del Dr. E. Festa in Cirenaica. XVI. Scorpioni e Solifughi. Bollettino dei Musei di Zoologia e di Anatomia Comparata della R. Università di Torino, vol. 39, no 26, p. 1–16.